# Südkoreanischer Won
Der Won (Währungssymbol ₩) ist die Währung von Südkorea. Der ISO-4217-Code ist KRW. Früher war ein Won in 100 Chŏn (Hangeul 전, Revidierte Romanisierung: Jeon) unterteilt. Heute existiert diese Untereinheit aber nur noch virtuell, z. B. bei Devisenpreisen, und hat keine praktische Bedeutung mehr.

## Münzen

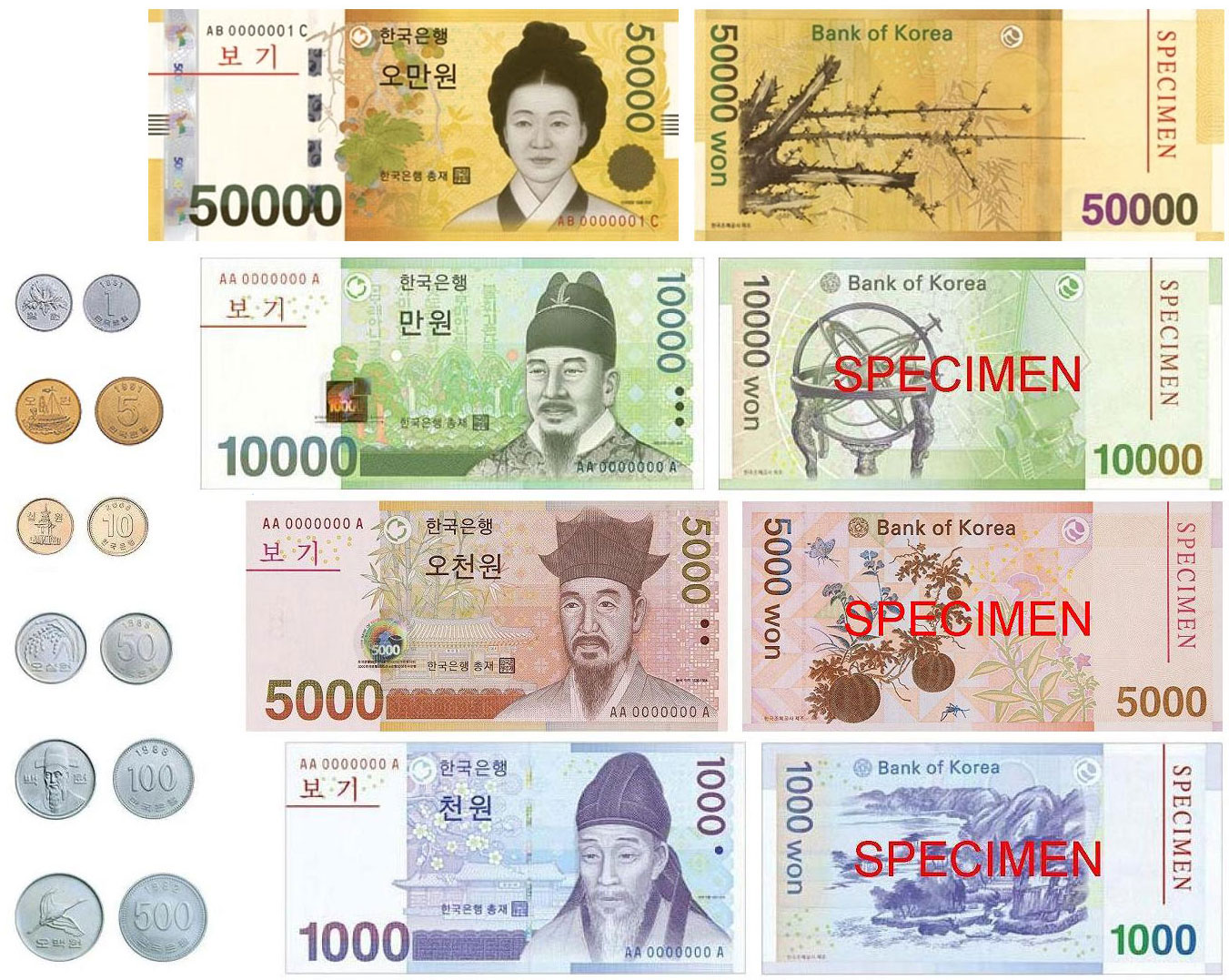
Münzen und Scheine

Es gibt Münzen zu 1, 5, 10, 50, 100 und 500 Won.
Die 1- und 5-Won-Münzen sind ungebräuchlich. Die 10-Won-Münze wird seit Dezember 2006 aus Kupfer und Aluminium hergestellt und ist nur noch 18 mm groß, trotzdem ist es auch noch möglich, mit den 24 mm großen 10-Won-Münzen aus den Vorgängerjahren zu zahlen (mit gleicher Rückseite wie die kleinere 10-Won-Münze).
Die Münzen zu 1, 5 und 10 Won sind erstmals am 16. August 1966 ausgegeben worden.

## Banknoten

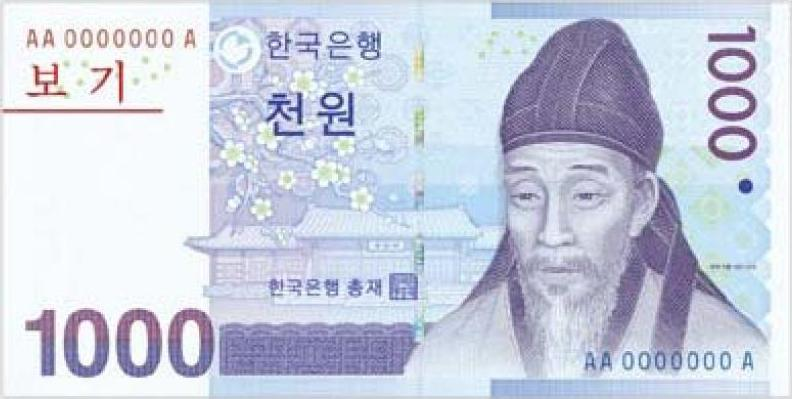
1000 ₩ Serie III, Bildnis: Yi Hwang

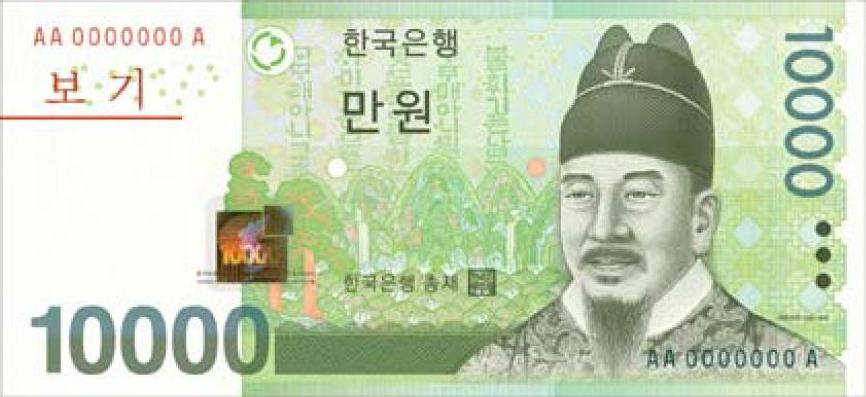
10.000 ₩ Serie VI,
Bildnis: König Sejong

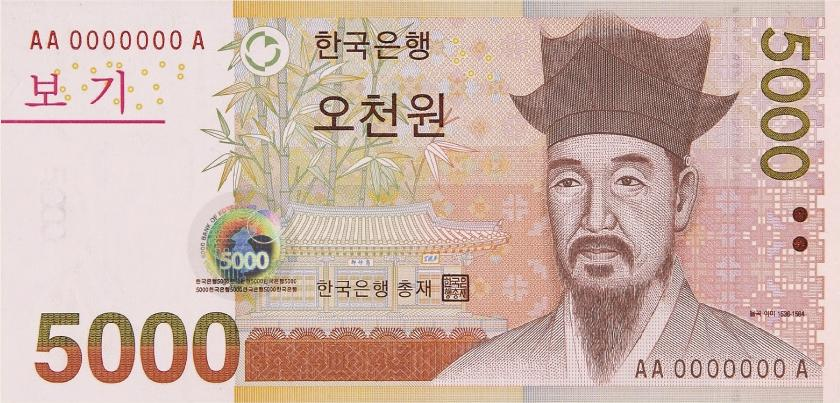
5000 ₩ Serie V, Bildnis: Yi I

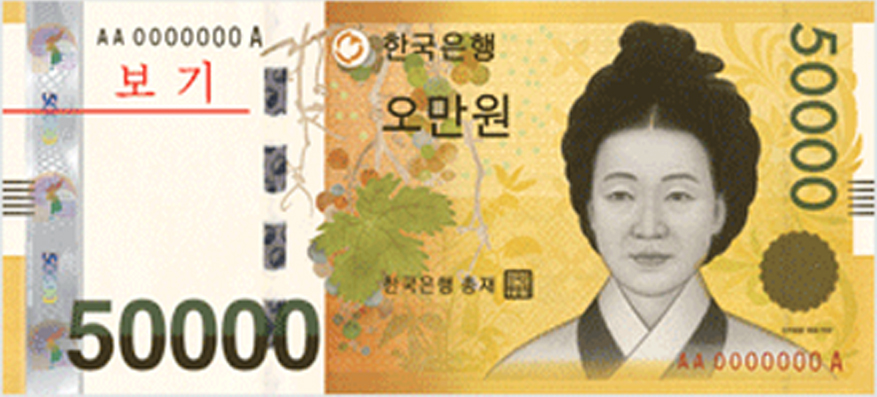
50.000 ₩ Serie 2009,
Bildnis: Shin Saimdang

Es gibt Scheine zu 1000, 5000, 10.000 und 50.000 Won – Herausgeber für Münzen und Scheine ist die Zentralbank Bank of Korea.
Die Scheine zeigen berühmte Männer (Yi Hwang, Yi I und Sejong) sowie eine berühmte Künstlerin (Shin Saimdang) auf dem neuen 50.000-Won-Schein.
Am 11. Februar 2010 gab die Bank of Korea bekannt, dass die Anzahl der umlaufenden 50.000-Won-Scheine Ende Januar 2010 bei 212.000.000 Stück lag. Das seien 5,3 % aller umlaufenden Scheine.
Als Vergleichswert wurde der Anteil der 1000-Won-Scheine mit rund 30 %, der Anteil der 5000-Won-Scheine mit 5 % sowie der Anteil der 10.000-Won-Scheine mit mehr als 55 % angegeben.

## Wortherkunft
„Won“ ist die koreanische Aussprache eines ostasiatischen Geldzählworts, das den chinesischen Sprachen, der japanischen und der koreanischen Sprache gemein ist und für die Währungen Chinas, Japans und der beiden Korea verwendet wird. Dieses Zählwort wurde ursprünglich mit dem chinesischen Schriftzeichen 圓 geschrieben, das aber im 20. Jahrhundert in den beiden koreanischen Staaten durch die Hangeul-Schreibweise 원, in Japan 1946 durch die antike grafische Schriftzeichenvariante 円 und in der VR China durch das Kurzzeichen 元 (auf Banknoten auch 圆) ersetzt wurde. Als Langzeichen (元, 圓) begegnet man den Schriftzeichen heute noch auf den Scheinen und Münzen der Republik China (Neuer Taiwan-Dollar), Hongkong (Hongkong-Dollar) und Macau (Macau-Pataca).
Die Aussprache des Zeichens leitet sich in allen Ländern von einer früheren chinesischen Aussprache ab, hat sich dann aber getrennt voneinander weiterentwickelt. Heute wird das Zahlwort auf Hochchinesisch yuan, auf Japanisch en und auf Koreanisch won ausgesprochen. Mit dem koreanischen Alphabet wird es als (won) 원 geschrieben, aber heute in Korea nur für die koreanischen Währungen. In Annäherung der modernen chinesischen und japanischen Aussprache wird die Einheit des Renminbi (RMB¥) wian (위안) geschrieben, der Yen (¥) en (엔).
Sowohl Betrag (z. B. 500 / obaek) als auch Zählwort (won) werden heute in Südkorea sinokoreanisch ausgedrückt.

## Geschichte

Wechselkurs seit 1999 – Wert eines Euro (€) in Won (₩)

Der Won wurde nach dem Zweiten Weltkrieg an den US-Dollar gebunden. Am 6. Dezember 1947 gründete Nordkorea eine eigene Zentralbank und Währung. Vom 15. Februar 1953 bis zum 9. Juni 1962 galt in den von Südkorea kontrollierten Gebieten der Hwan.
Am 2. Januar 2006 wurde eine neue 5000-Won-Banknote ausgegeben. Die alte 5000-Won-Banknote wurde oft mit der damaligen 1000-Won-Banknote verwechselt; daher hatte die neue Banknote eine andere Größe. Seit Februar 2006 wurden auch die 1000-Won- und die 10.000-Won-Banknoten nicht mehr herausgegeben, sondern man verließ sich auf den bestehenden Vorrat. Ab dem 22. Januar 2007 wurden diese Banknoten ebenfalls durch neue, fälschungssicherere Banknoten ersetzt.
Am 23. Juni 2009 wurde als neue höchste Banknote der 50.000-Won-Schein herausgegeben.